# Ритміка (телесеріал)
Ритміка (англ. Physical) — американський комедійно-драматичний телесеріал, створений Енні Вайсман, прем’єра якого відбулася на Apple TV+ 18 червня 2021 року.
У серпні 2021 року серіал було продовжено на другий сезон, прем'єра якого запланована на 3 червня 2022 року .

## Синопсис
Дія серіалу розгортається в Сан-Дієго 1980-х років. «Ритміка» — це чорна комедія про Шейлу Рубін (Роуз Бірн) та її шлях самопізнання за допомогою аеробіки.

## Акторський склад і персонажі
| Актор           | Роль        |
| --------------- | ----------- |
| Роуз Бірн       | Шейла Рубін |
| Рорі Сковел     | Денні Рубін |
| Джеффрі Аренд   | Джеррі      |
| Пол Спаркс      | Джон Брім   |
| Лу Тейлор Пуччі | Тайлер      |
| Делла Саба      | Банні Казам |
| Дірдре Фріль    | Грета       |
| Ешлі Ляо        | Сімона      |
| Єн Ґомез        | Ерні        |

## Виробництво

### Розробка
У січні 2020 року повідомлялося, що Apple планує почати розробку Ритміки, яку створила та написала Енні Вайсман, а продюсуватиме Tomorrow Studios. У грудні 2020 року режисерами серіалу стали Крейг Гіллеспі, Ліза Джонсон і Стефані Лейн. Перший сезон складається з десяти півгодинних епізодів. 4 серпня 2021 року Apple TV+ продовжив серіал на другий сезон.

### Кастинг
У січні 2020 року Роуз Бірн  отримала головну роль. У грудні 2020 року було оголошено, що Бірн грає роль Шейли Рубін, а до акторського складу приєднаються Пол Спаркс, Рорі Сковел, Лу Тейлор Пуччі, Делла Саба, Дірдре Фріл та Ешлі Ляо. Джеффрі Аренд приєднався до акторського складу в січні 2021 року, а Єн Ґомез приєднався в квітні 2021 року  .

### Зйомка
Зйомки першого сезону почалися в листопаді 2020 року і закінчилися в березні 2021 року. Зйомки другого сезону розпочалися в листопаді 2021 року.

## Вихід
Прем’єра серіалу відбулася 18 червня 2021 року на Apple TV+ у всьому світі: перші три епізоди були доступні одразу, а решта виходили щоп’ятниці. Прем'єра другого сезону запланована на 3 червня 2022 року .

## Оцінки та відгуки
На Rotten Tomatoes серіал має рейтинг схвалення 67% на основі 48 відгуків критиків із середнім рейтингом 6,49/10. Критичний консенсус веб-сайту каже: «Навіть магнетична віддача Роуз Бірн не може врятувати Ритміку від виснажливого параду неприємних персонажів і вибору сюжету». На Metacritic він має середню оцінку 60 зі 100 на основі 21 критика, що вказує на «змішані чи середні відгуки». Німецький онлайн-журнал Spiegel був у захваті і вказав на різницю між американським і європейським сприйняттям, відмітивши, що «зневажлива соціальна сатира передає культ тіла та споживацьке божевілля до нашого справжнього задоволення; американські критики були досить вражені – без жодної причини».